# Округ Блер (Пенсилванија)
Блер (енгл. Blair County) је округ у америчкој савезној држави Пенсилванија.

## Демографија
По попису из 2010. године број становника је 127.089, што је 2.055 (-1,6%) становника мање него 2000. године.
| Група             | 2000.           | 2010.           |
| Белци             | 125.641 (97,3%) | 121.495 (95,6%) |
| Афроамериканци    | 1.535 (1,2%)    | 2.129 (1,7%)    |
| Азијати           | 463 (0,4%)      | 706 (0,6%)      |
| Хиспаноамериканци | 662 (0,5%)      | 1.230 (1,0%)    |
| Укупно            | 129.144         | 127.089         |